# Алимбай
Алимбай — посёлок в Ясненском городском округе Оренбургской области России. Согласно административно-территориальному устройству входит в Акжарский сельсовет, Ясненский район. Проживают казахи.

## География
Посёлок находится в юго-восточной части области, в степной зоне, в пределах Кумакско-Киембайского холмисто-увалистого района Зауральского плато, по берегу реки Камсак.
Абсолютная высота — 239 метров над уровня моря.
Уличная сеть
состоит из одной улицы: Центральная.
Климат
умеренный, резко континентальный. Средняя температура января −18 °C, июля — +21 °C. Годовое количество осадков — 250—290 мм.

## История
До 1 января 2016 года посёлок входил в состав муниципального образования Акжарский сельсовет.

## Население
| 2010 |
| ---- |
| 14   |

Национальный состав
Согласно результатам переписи 2002 года, в национальной структуре населения казахи составляли 78 % от 75 жителей.

## Инфраструктура
Развито сельское хозяйство.

## Транспорт
Доступен автотранспортом.